# Jon Stewart

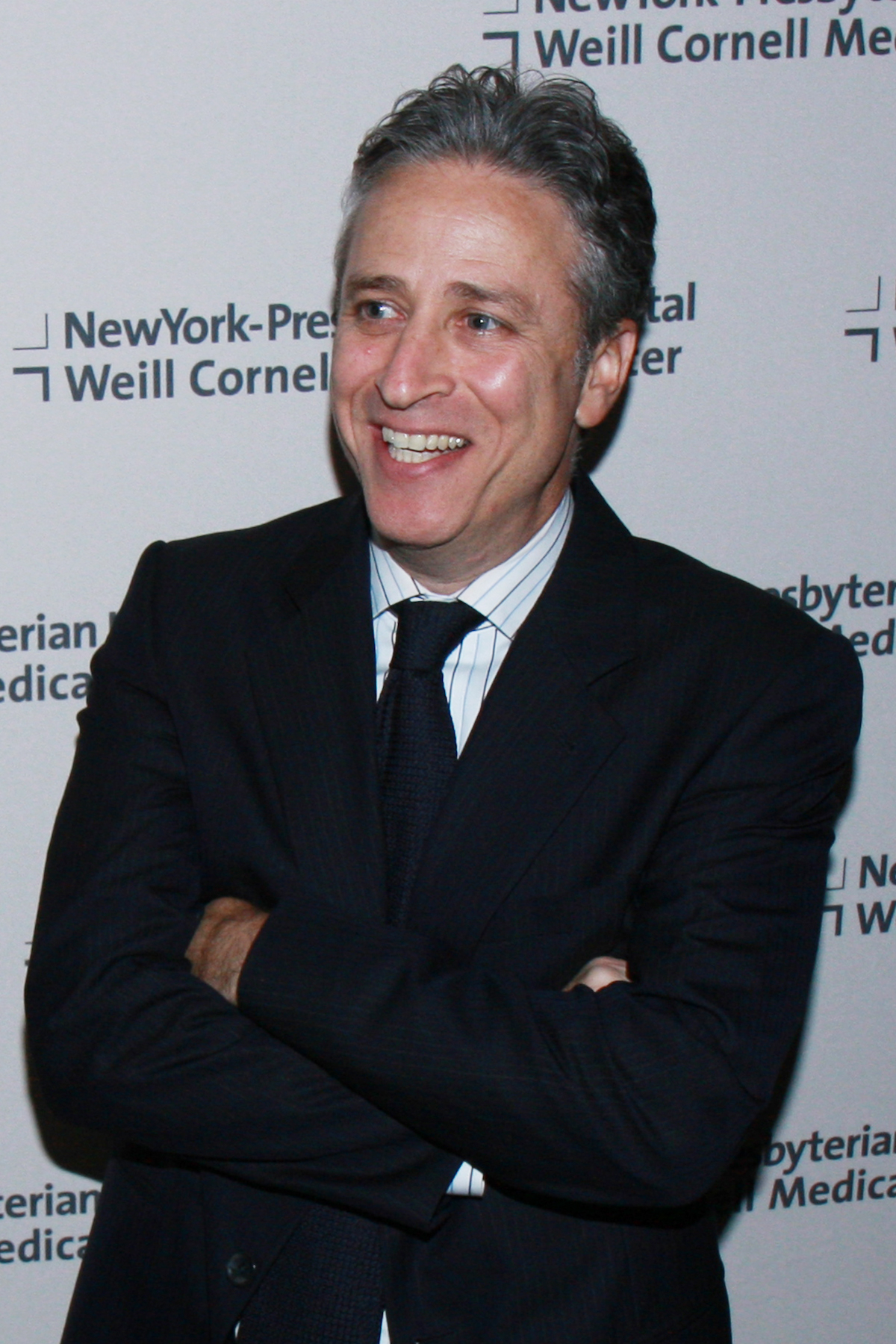
Jon Stewart - protagonistul emisiunii The Daily Show

Jon Stewart (n. Jonathan Stuart Leibowitz, n. 28 noiembrie 1962, New York City, New York, SUA) este un actor, autor, comic și producător de televiziune american, cel mai cunoscut pentru rolul de gazdă a emisiunii de televiziune The Daily Show. Popularitatea sa câștigată cu acest acest program transmis la ore târzii (în engleză late-night show) i-a atras lui Stewart notorietatea de a fi „cel mai credibil nume în știri prefabricate”, constituind reflectarea staturii sale de Walter Cronkite cinic al generației tinere. Stewart a atras atenția asupra sa și ca un acerb critic al surselor „sigure” ale mediei din Statele Unite ale Americii.
Stewart și-a început cariera ca stand-up comedian la New York, apoi s-a mutat rapid la televiziune. În 1993, și-a găzduit propriul talk-show la MTV,  The Jon Stewart Show, apoi l-a înlocuit pe Craig Kilborn ca gazdă a The Daily Show de pe Comedy Central la începutul anului 1999. De asemenea, scriitor și co-producător al show-ului, a găsit recunoaștere publică și a câștigat peste optsprezece premii Emmy din 2001. În februarie 2015, și-a anunțat intenția de a părăsi Daily Show, ceea ce a făcut în august același an.
A apărut ca invitat în serialele The Nanny, Spin City, News Radio și a găzduit Saturday Night Live în martie 2002.
A fost prezentatorul celor de-a 78-a și a 80-a ceremonii ale premiilor Oscar.
După plecarea de la Daily Show, a devenit producător executiv al emisiunii The Late Show de la CBS, prezentată de prietenul său Stephen Colbert.
La 30 septembrie 2021, Stewart a lansat o nouă emisiune, The Problem with Jon Stewart, pe platforma Apple TV+, emisiune anulată în 2023, Stewart renunțând la contract deoarece anumite subiecte precum China sau Inteligența Artificială fiindu-i interzise de către platformă.
În ianuarie 2024, s-a confirmat că Stewart va reveni la The Daily Show ca gazdă a emisiunii de luni, începând cu 12 februarie 2024.